# Porrittia
Porrittia là một chi bướm đêm thuộc họ Pterophoridae.

## Các loài
- Porrittia galactodactyla (Denis & Schiffermüller, 1775)
- Porrittia herzi Ustjuzhanin, 2001
- Porrittia imbecilla (Meyrick, 1925)